# المحافظة الغربية (رواندا)
المحافظة الغربية (بالإنجليزية: Western Province, Rwanda)‏ هي محافظة في رواندا، بلغ عدد سكانها 2,471,239 نسمة وذلك حسب إحصائيات سنة 2012، عاصمتها كيبوي ‏، تبلغ مساحتها 5,882 كيلومتر مربع.